# Modèle de Bell-La Padula
Le modèle de Bell-La Padula (BLP) a été développé par David Elliott Bell et Leonard J. La Padula en 1973 pour formaliser la politique de sécurité multi-niveau du département de la Défense des États-Unis.
Le modèle est un modèle de transition d'états de la politique de sécurité informatique qui décrit des règles de contrôle d'accès qui utilisent des mentions de sécurité sur les objets et les habilitations. Les mentions de sécurité sont relatives aux niveaux de classification des informations.